# Thyropygus siamensis
Thyropygus siamensis är en mångfotingart som beskrevs av Karl Wilhelm Verhoeff 1938. Thyropygus siamensis ingår i släktet Thyropygus och familjen Harpagophoridae. Inga underarter finns listade i Catalogue of Life.